# Талева къща (Охридска чаршия)
Талевата къща (на македонска литературна норма: Талева куќа) е къща в град Охрид, Северна Македония. Сградата е обявена за значимо културно наследство на Република Македония.

## История
Къщата е разположена на чаршийската улица „Свети Климент Охридски“ № 66 (или 64). Построена е в периода между двете световни войни от неизвестни майстори.

## Архитектура
Сградата изобилства с елементи на неокласическата архитектура. Състои се от приземие и етаж – по краищата на фасадата има пиластри, а около прозорците декоративни шамброни. Приземието е изградено от редуващи се ред бигор, два реда тухли. Междуетажната и покривната конструкции са дървени. Отворите на приземието са големи правоъгълни, а на етажа също правоъгълни, но по-малки. Покривният венец е с плитка профилация. Покривът е на три води с традиционни керемиди каналици.